# Giovanni Pastrone
Giovanni Pastrone, noto anche con lo pseudonimo di Piero Fosco (Asti, 13 settembre 1882 – Torino, 27 giugno 1959), è stato un regista, sceneggiatore, attore, produttore e tecnico cinematografico italiano.
Attivo all'epoca del cinema muto è considerato un pioniere della settima arte dopo aver raggiunto fama a livello internazionale per aver realizzato nel 1911 La caduta di Troia e nel 1914 l'imponente Cabiria, un lungometraggio che è passato alla storia come il film italiano più celebre del cinema muto.

## Biografia

### Il cinema

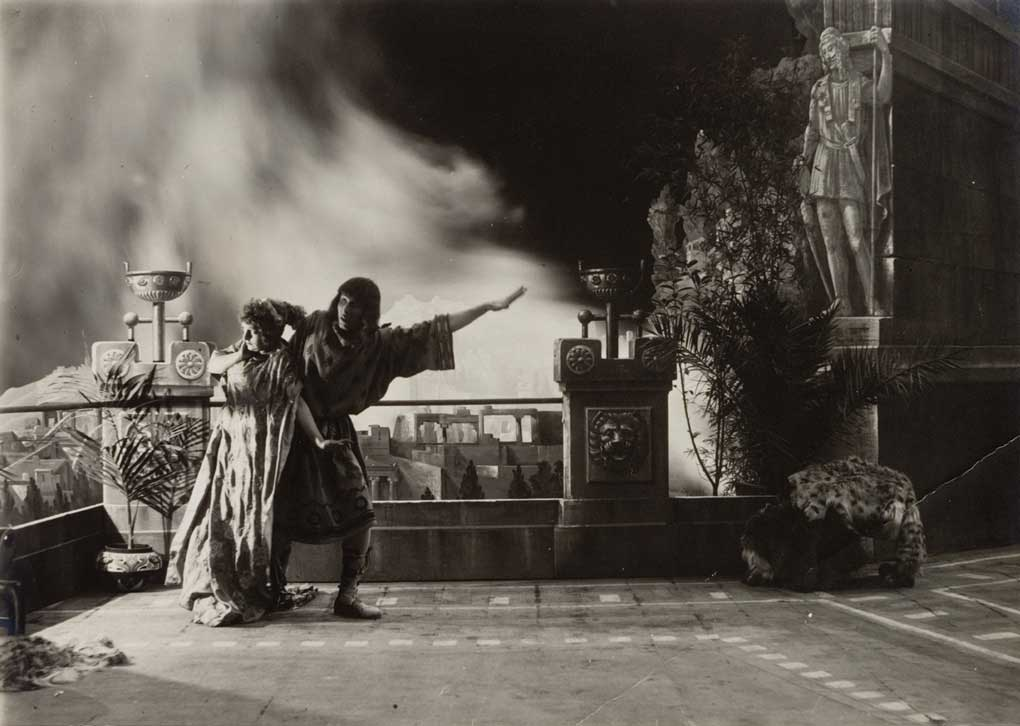
La caduta di Troia (1911)

Giovanni Pastrone si diplomò al Conservatorio di Torino in violino e al contempo portò a termine gli studi in ragioneria.
Dopo aver tentato diverse attività, nel 1903 si trasferì a Torino con la moglie per lavorare nell'orchestra del Teatro Regio come secondo violino.
Nel 1905 entrò come semplice contabile nella casa cinematografica di cortometraggio Rossi & C. di Torino e grazie alla conoscenza di tre lingue straniere (francese, inglese e tedesco), Pastrone ottenne l'incarico di corrispondente. Nel 1907 ne divenne il direttore amministrativo e nel 1908 comproprietario con Carlo Sciamengo dando il via alla nuova casa di produzione Itala Film.
L'opera cinematografica di Pastrone portò ai massimi livelli la Itala Film, che produsse nel 1910 La caduta di Troia, una pellicola ambiziosa di 30 minuti. Fu il primo film lungo 600 metri proiettato senza interruzione in mezz'ora di spettacolo. In Italia la pellicola non riscosse un successo rilevante mentre negli Stati Uniti venne accolta con entusiasmo facendo conoscere, per la prima volta, al pubblico nordamericano la maestosità del cinema italiano.

#### Cabiria

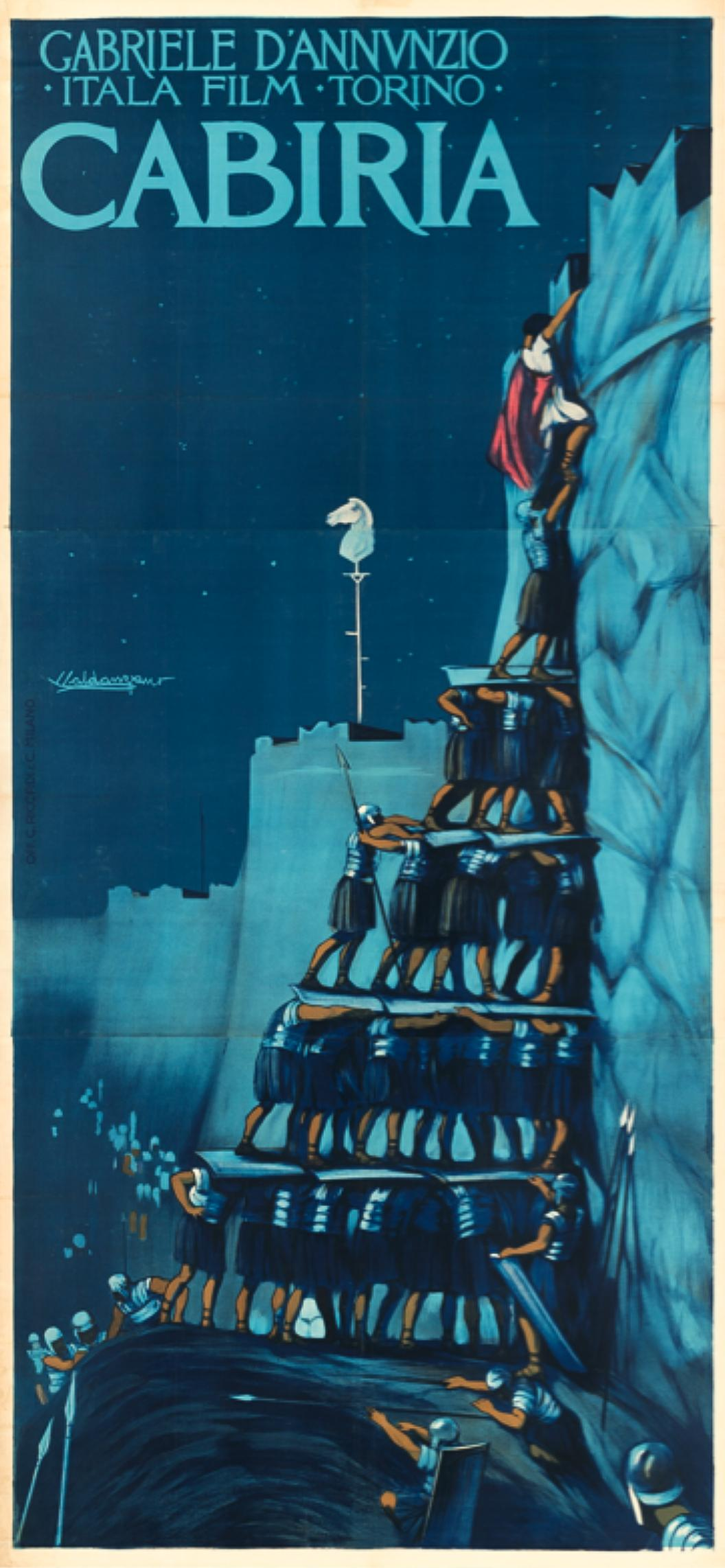
Poster di Cabiria

La massima produzione di Pastrone è Cabiria (1914), un 35 mm di circa 3 ore che contribuì considerevolmente alle produzioni "colossali" che videro l'Italia ai primi posti nell'incremento dei lungometraggi e nella loro distribuzione all'estero.
Questa pellicola fu prodotta nello stereotipo dei film d'Arte, e lo dimostra il fatto che fu contattato uno dei migliori scrittori italiani del periodo, Gabriele D'Annunzio, per la sceneggiatura e per la traduzione in francese, inglese e tedesco dei sottotitoli del film (le "didascalie vergate", che contribuirono a dare maggior pregio all'intera opera).
La prima del film fu il 18 aprile 1914 contemporaneamente al Teatro Lirico di Milano e al Teatro Vittorio Emanuele di Torino, dove fu accompagnata dall'orchestra e dal coro del teatro: si intendeva presentare uno spettacolo che potesse competere con l'opera e che attraesse sia il pubblico borghese che aristocratico, fino allora disprezzante delle opere cinematografiche considerate popolari.
Il film è ambientato nell'epoca delle guerre puniche con battaglie, distruzioni, incendi e sacrifici umani. Il direttore artistico e primo operatore cinematografico era l'operatore e regista aragonese Segundo de Chomón, che in questo film utilizzò delle lampade elettriche per ottenere effetti di chiaroscuro e realizzò la sequenza dell'eruzione dell'Etna con grande realismo. Pastrone ricorse per la prima volta in assoluto alla "carrellata", la macchina da presa piazzata su una piattaforma mobile, da lui brevettata due anni prima: la macchina da presa non è più fissa al terreno, ma libera di muoversi tra gli attori. Fino ad ora la macchina da presa creava una scena fissa in cui gli attori entravano in campo, recitavano e ne uscivano con un effetto simile al teatro. Il carrello permise anche di passare dal campo lungo ai primi piani senza "stacco" di ripresa.
Le riprese furono fatte in movimento e non più a immagine fissa, dando alla scena grande profondità di spazio; questa tecnica, nei primi anni del cinema, era stata usata per le sequenze in interni e lo stesso Griffith la utilizzò in alcune riprese paesaggistiche.
Fu uno dei film più costosi del periodo, circa un milione e duecentocinquantamila lire in oro, tra esterni girati in Tunisia, sulle Alpi e in Sicilia e costumi di scena, dando vita a un filone (quello mitologico) destinato a durare per oltre mezzo secolo.
Il successo di Cabiria fu enorme tant'è che rimase in prima visione per circa un anno a New York e per sei mesi a Parigi.

##### Il personaggio di Maciste

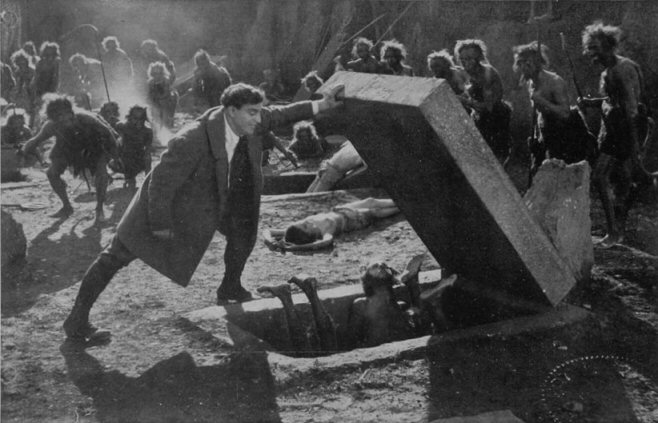
Maciste all'inferno

Insieme a Cabiria riscosse molto successo anche la figura di Maciste il personaggio interpretato da Bartolomeo Pagano, un ex scaricatore di porto di Genova scoperto da Pastrone. La popolarità fu tale da rendere il personaggio stesso di Maciste protagonista di molte altre produzioni cinematografiche future. Il nome di Maciste, come si evince dalla sceneggiatura originale di Cabiria, è stato scelto perché risulta essere un antichissimo soprannome del semidio Ercole e l'origine della parola deriva dal greco mékistos superlativo di makròs (grande). La figura di Maciste è diventata, nel corso degli anni, un'icona italiana tanto da essere utilizzata nel linguaggio comune per indicare un uomo dal fisico possente e dotato di forza eccezionale.

#### Il dopoCabiria
Durante questo periodo, sotto lo pseudonimo di "Piero Fosco", Pastrone diresse altri film: Il fuoco (1915), Tigre reale (1916), basato sul romanzo di Giovanni Verga, e Hedda Gabler (1919), tratto dal dramma omonimo di Henrik Ibsen.
Giovanni Pastrone è considerato il maggior regista di film storici dell'epoca, anche se in effetti egli diresse, oltre ad una sconosciuta Agnese Visconti (1910), solo altri due film storici: i sopra citati La caduta di Troia e Cabiria. Le opere seguenti furono trascrizioni di testi letterari o teatrali: Tigre reale (1916) da Giovanni Verga e Hedda Gabler 1919 da Ibsen, o di argomento contemporaneo: Il fuoco (1915) o la serie dedicata a Maciste.
Sebbene la fama gli giunse attraverso solo un paio di film di risonanza internazionale, il cinema di Pastrone rivela un preciso gusto per lo spettacolo, un notevolissimo livello tecnico ed una grande organizzazione pubblicitaria.

### Innovazioni

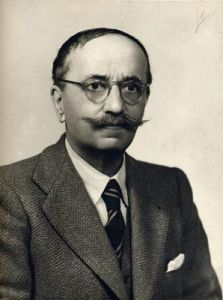
Giovanni Pastrone nel 1925

Pastrone considerava il cinema come un'industria e come tale doveva impedirne improvvisazione e rischio: fece costruire nuovi capannoni per circa 22 000 m² per sfruttare al massimo la luce del sole.
Si affinò nei procedimenti tecnici inventando e brevettando il "fixité", un procedimento per stabilizzare le immagini impresse sulla pellicola. Creò un circuito di sale cinematografiche per la distribuzione di centinaia di sue pellicole, comiche e drammatiche, tra cui moltissime uscite anonime per contrastare la concorrenza.
Anche se brevettato a nome dell'allora responsabile dell'ufficio tecnico dell'Itala Film Secondo Torta il carrello (anche noto come "dolly"), per effettuare riprese in movimento, risulta essere un'invenzione di Pastrone che, in seguito, se ne attribuì ufficialmente la paternità.
Nel 1910, a ventotto anni, cominciò ad affrontare la regia a più ampio respiro, che fu d'ispirazione anche per importanti maestri del cinema internazionale come David Wark Griffith, che s'ispirò, per il suo film Intolerance, anche al film Cabiria.

### Il ritiro
Nel 1919, all'apice del successo, abbandonò l'attività cinematografica e l'Itala Film, che fu assorbita da un'altra compagnia, rifiutando numerose offerte di lavoro per dedicarsi a studi ed esperimenti di medicina.
Non si interessò più al cinema, se non sporadicamente, fino al 1931, quando fece da supervisore nell'arrangiamento musicale della sua Cabiria.
Con l'aggravarsi delle sue condizioni di salute, in seguito ad una caduta, muore a Torino il 27 giugno del 1959. È sepolto nel Cimitero monumentale di Torino.

## Omaggi
IL 13 IX 1882

GIOVANNI PASTRONE

REGISTA

CON LUI IL CINEMA DIVENTÒ

ARTE INDUSTRIA SPETTACOLO

(28 XII 1995)»

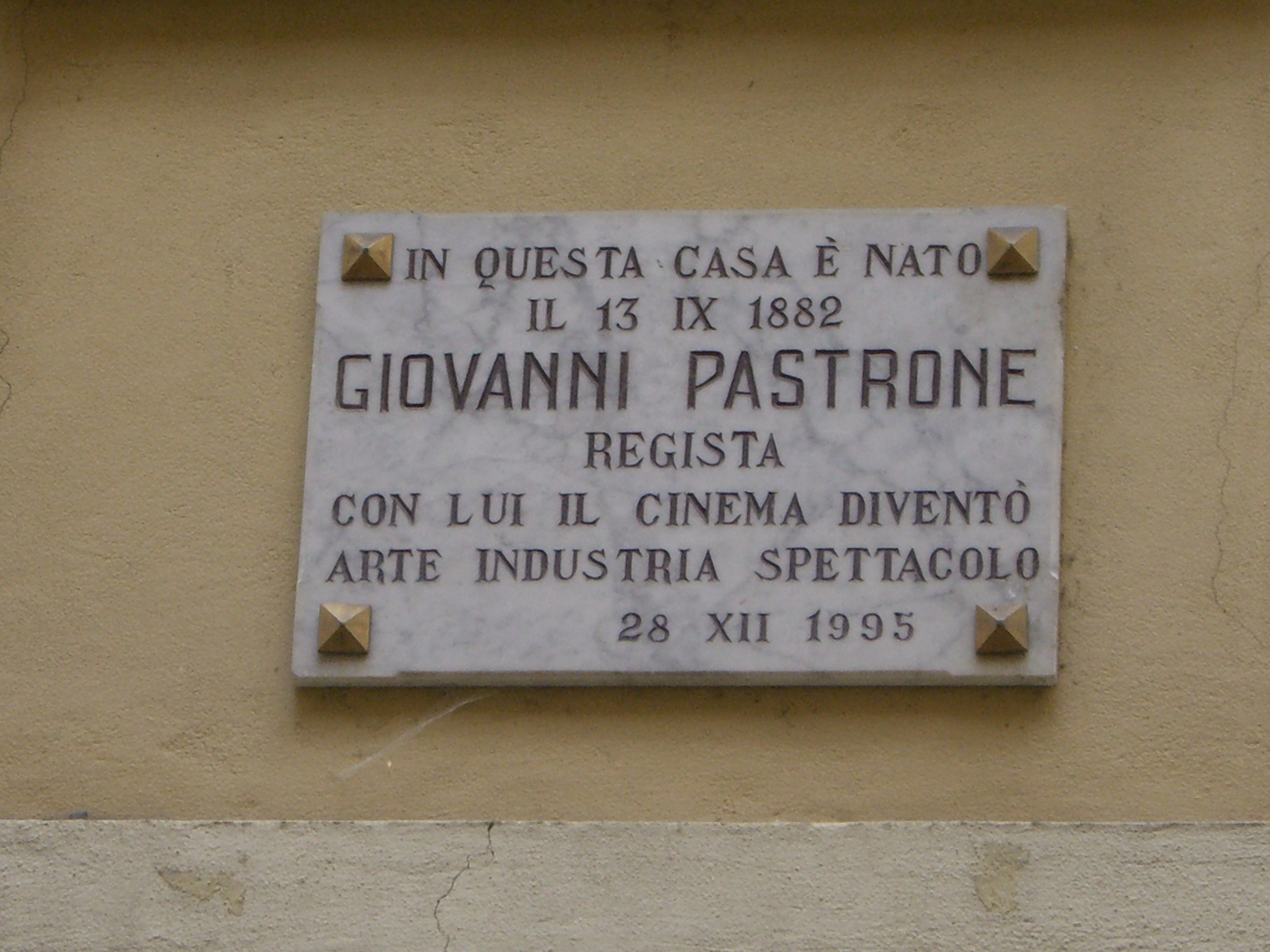
Placca commemorativa a Giovanni Pastrone presso la sua casa natale in via Aliberti ad Asti

(insegna sulla casa natale in Asti)
- Il comune di Torino gli ha intitolato una via nel quartiere Barriera di Milano.[10]
- Nel 2019 Lorenzo De Nicola dirige il docufilm Pastrone!, con i commenti vocali di Fabrizio Bentivoglio, interamente dedicato alle opere e alla vita di Giovanni Pastrone.[32][33]

## Filmografia

### Attore
- Giulio Cesare, regia di Giovanni Pastrone (1909)

### Regista
- La glu (1908)
- Giordano Bruno eroe di Valmy (1908)
- Giulio Cesare (1909)
- La caduta di Troia (1911)
- Più forte che Sherlock Holmes (1913)
- Tigris (1913) - come Leblanc
- Cabiria (1914)
- Il fuoco (1915) - come Piero Fosco
- Tigre reale (1916)
- Maciste alpino (1916)
- La guerra ed il sogno di Momi (1917)
- Maciste atleta (1917)
- Hedda Gabler (1920) - come Piero Fosco
- Povere bimbe (1923)